# Plachtovina

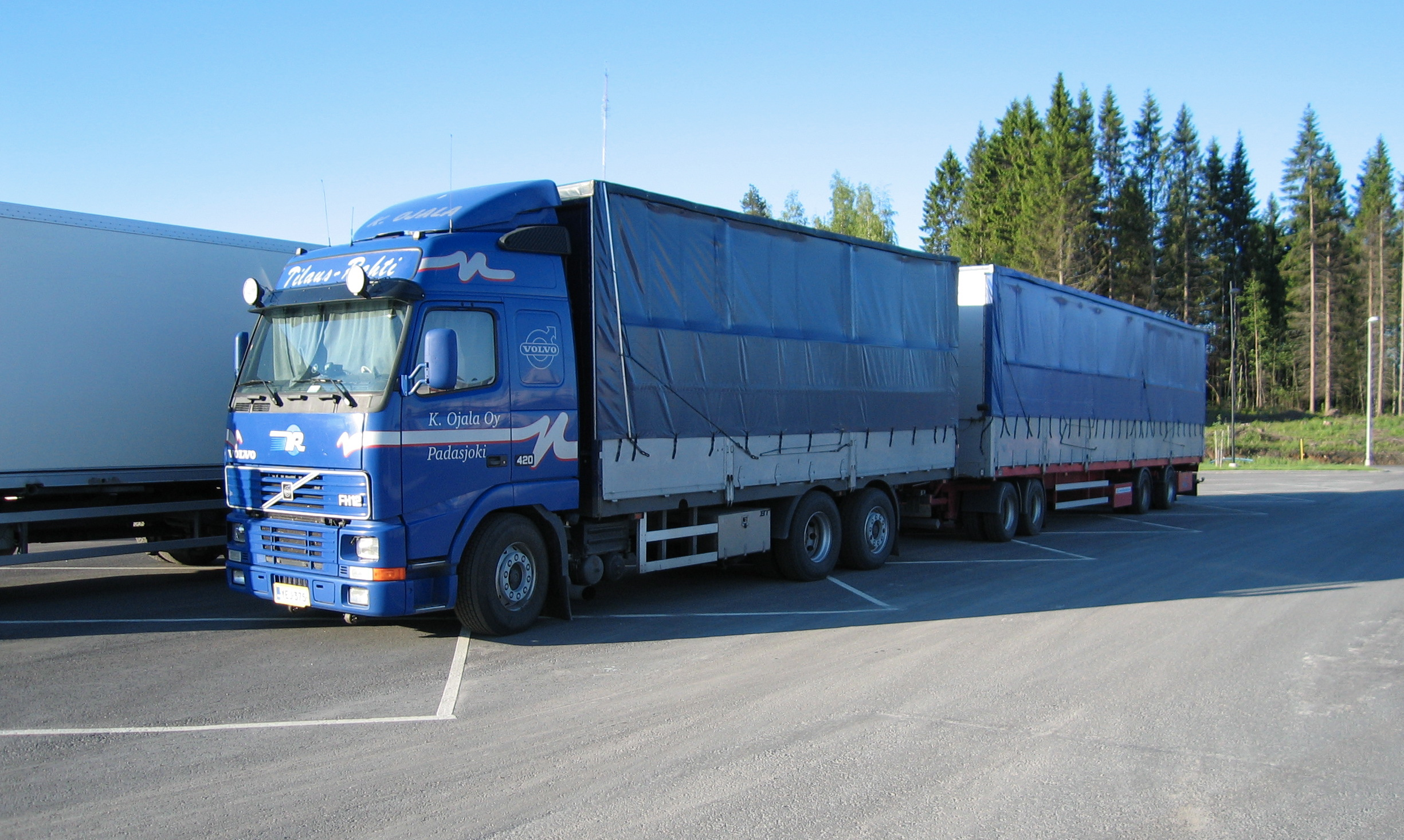
Plachtovina na nákladním autě

Plachtovina (angl.: heavy canvas, něm.: Segeltuch) je všeobecné označení pro hustou tkaninu v plátnové vazbě.
Dříve se plachtovina vyráběla z konopí, lnu nebo bavlny, v 21. století se tká většinou ze syntetických materiálů, na osnovu i útek se používá převážně skaná příze. 
Plachtovina se zhotovuje standardně v šířkách 120–200 cm na všech druzích tkacích strojů. Pro zvláštní účely se tkají plachty až 600 cm široké na skřipcových stavech nebo na strojích se standardní šířkou se zvláštní vazbou ve více vrstvách nad sebou. 

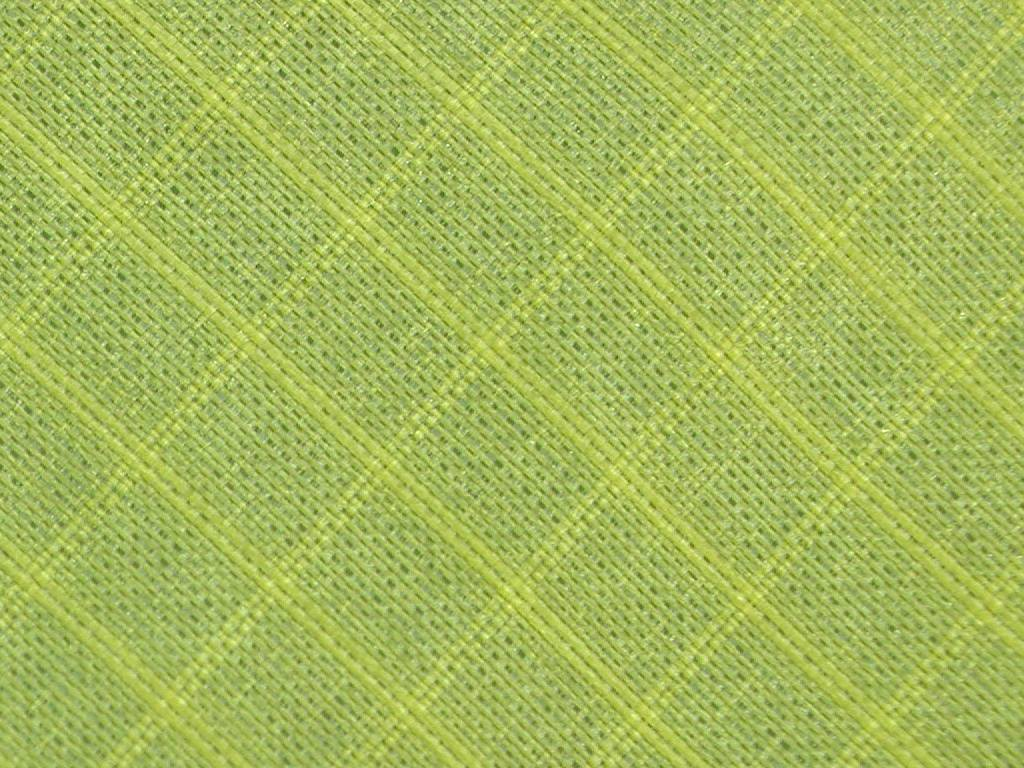
Plachtovina (ripstop) na padákové kluzáky

Výrobky mají zpravidla hydrofobní úpravu. 

## Použití
Plachtění, autoplachty, ochrana proti atmosférickým vlivům, stany, batohy, obuvní svršky aj.  

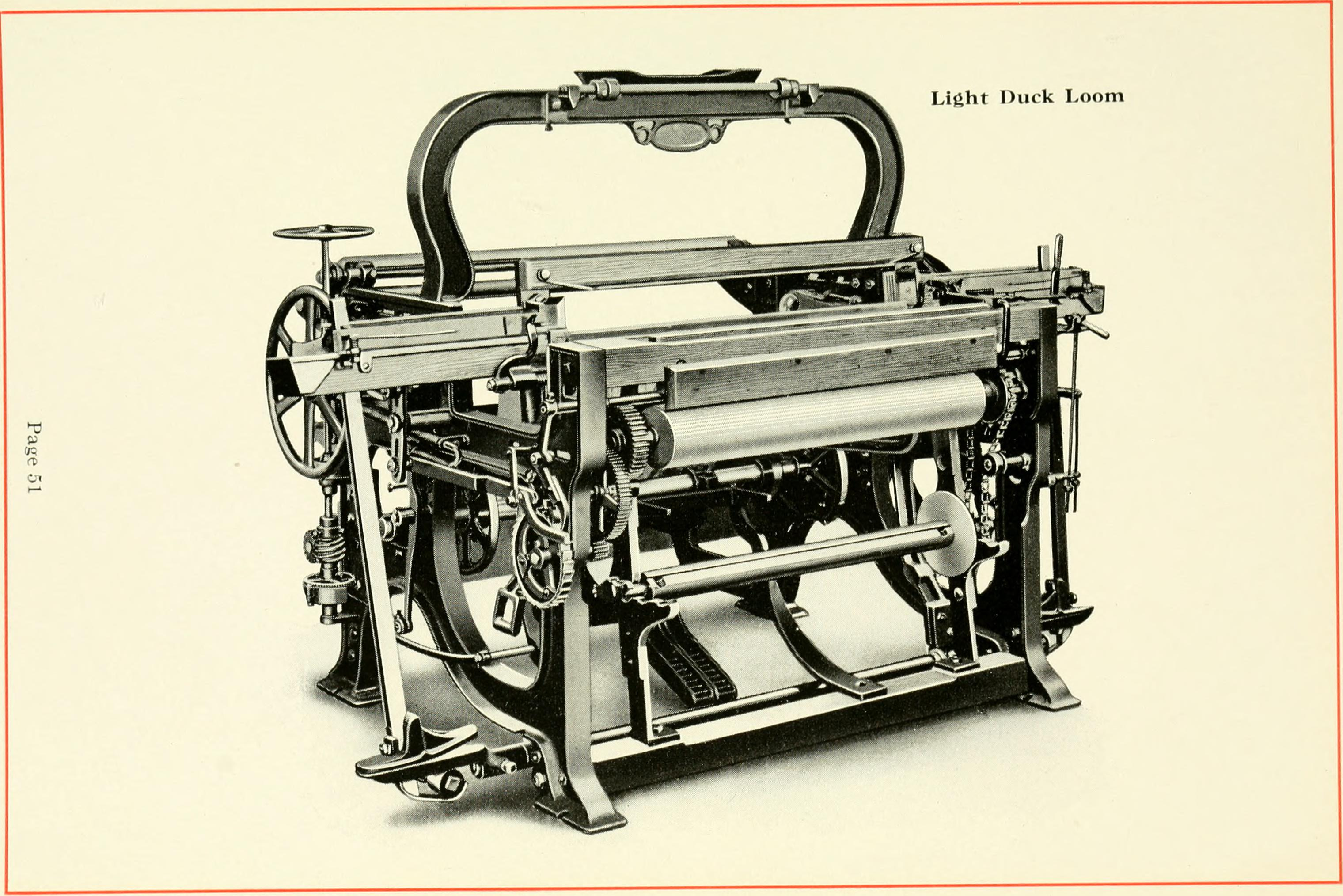
Speciální tkací stroj na lehkou plachtovinu (USA na začátku 20. století)

## Příklady
Ripstop (polyamid) 45–80 g/m2, PES/bavlna 250–400 g/m2 , bavlněný molton (nehořlavý) 300g/m2, PES tkanina povrstvená PVC (až 600 g/m2), PES tkanina povrstvená polyakrylem (180–250 g/m2) na ochranu proti UV záření a větru